# Embrasse-moi (Maïka P)
Pour les articles homonymes, voir Embrasse-moi (homonymie).
Singles de Maïka P
Sensualité
(2010)
Embrasse-moi est une chanson de Maika P sortie en février 2010. La chanson a été écrite et composée par Julien R. et Julien V.

## Clip vidéo
Le clip est mis en ligne le 18 mars 2011 sur le site de partage YouTube sur le compte de Maika P. D'une durée de 3 minutes, la vidéo a été visionnée plus de 26 000 fois

## Classement par pays
| Classement (2010) | Meilleure position |
| ----------------- | ------------------ |
| France (SNEP)     | 21                 |
| France (Club 40)  | 8                  |